# Blagdanići
Blagdanići  ( olaszul: Blagdanici ) falu Horvátországban Isztria megyében. Közigazgatásilag Porečhez tartozik.

## Fekvése
Porečtől  7 km-re északkeletre, az Isztriai-félsziget nyugati részén a Porečről Višnjanra menő főút mellett fekszik. Közvetlenül Nova Vas előtt jobbra egy kis bekötőúton közelíthető meg.

## Története
Öt lakóházból álló kis település. Lakosságát csak 1948-óta számlálják önállóan, akkor 23-an lakták. 2011-ben 15 lakosa volt.

## Lakosság
| Lakosság változása | Lakosság változása | Lakosság változása | Lakosság változása | Lakosság változása | Lakosság változása | Lakosság változása | Lakosság változása | Lakosság változása | Lakosság változása | Lakosság változása | Lakosság változása | Lakosság változása | Lakosság változása | Lakosság változása | Lakosság változása |
| ------------------ | ------------------ | ------------------ | ------------------ | ------------------ | ------------------ | ------------------ | ------------------ | ------------------ | ------------------ | ------------------ | ------------------ | ------------------ | ------------------ | ------------------ | ------------------ |
| 1857               | 1869               | 1880               | 1890               | 1900               | 1910               | 1921               | 1931               | 1948               | 1953               | 1961               | 1971               | 1981               | 1991               | 2001               | 2011               |
| 0                  | 0                  | 0                  | 0                  | 0                  | 0                  | 0                  | 0                  | 23                 | 22                 | 19                 | 16                 | 12                 | 12                 | 20                 | 15                 |